# Обухов (город)
Обу́хов (укр. Обу́хів) — город в Киевской области Украины. Административный центр Обуховского района (до 2020 года был городом областного значения).

## Информация
Город расположен на расстоянии 45 км от Киева.
Обуховскому городскому совету административно подчинены ещё два населённых пункта: села Ленды и Таценки.
День города отмечается ежегодно в 3-е воскресенье сентября. Проводится праздник на площади перед дворцом культуры (ярмарка, праздничный концерт и фейерверк).

## История
Обухов впервые упоминается в исторических документах XIV столетия, когда на этой территории существовало поселение Лукавица. Вероятно, в основе этого названия лежит корень «лук», который означает «изгиб, извилина». Он встречается и в названиях некоторых рек, например река Луква, приток Днестра. Название Лукавица скорей всего было дано из-за расположения поселения на извилине реки Лукавицы(теперь Кобринки), притока Днепра. Литовский князь Свидригайло в 1430-х годах подарил поселение своему воеводе, С. Г. Юрше. В 1482 году орда крымского хана Менгли-Гирея опустошила эту местность. Позже это поселение принадлежало литовскому кух-мистеру П. Олехновичу и стало называться Кухмистровщиной. В 1588 году поселение за 300 коп. литовских денег выкупил князь Януш Острожский, сын Киевского воеводы Василия-Константина Осторжского, у своего дяди Петра Дорогостайского. Некоторое время поселение на правах аренды принадлежало Обуху, подданному князя, отсюда и произошло название города — Обухов.
В 1796 году Павел I половину Обухова с прилегающими землями подарил киевскому гражданскому губернатору Н. М. Бердяеву, другая же половина перешла в казну; одну часть населяли крепостные, другую — казённые крестьяне. Первая часть получила название Бердяевка (ныне — Песчаная). В 1816 году Николай Михайлович Бердяев построил здесь каменную церковь «с двумя престолами: главный во имя Воскресения Христова и предельный во имя святителя Николая». Во дворце находилась домовая церковь во имя Пресвятой Троицы.
После смерти внука Н. М. Бердяева, его потомки продали имение канцлеру империи, князю Александру Михайловичу Горчакову, который продолжил развитие имения, построил белокаменный дворец, поражавший своим архитектурным совершенством. Также в Обухове в 1872 году был построен винокуренный завод.
В XIX веке являлся местечком Киевской губернии
В 1923 году Обухов стал районным центром. 23 августа 1958 года Обухов получил статус посёлка городского типа.
В 1979 году посёлок городского типа Обухов стал городом.
В мае 1995 года Кабинет министров Украины утвердил решение о приватизации находившихся в городе кирпичного завода, АТП-13238, биохимического завода, картонно-бумажного комбината, райсельхозхимии, автобазы № 4, в июле 1995 года было утверждено решение о приватизации совхоза.
В 2000 году городской совет принял символику города (герб, гимн, флаг).
10 июля 2010 года Верховная рада Украины отнесла Обухов к категории городов областного значения. За это решение проголосовало 432 депутата.

## Население
В январе 1989 года численность населения составляла 30 177 человек.
На 2024 год численность населения составляла 32,6 тысяч человек.

### Языковой состав
Родной язык населения по данным переписи 2001 года:
| Язык       | Численность, чел. | Доля     |
| ---------- | ----------------- | -------- |
| Украинский | 28 516            | 87,11 %  |
| Русский    | 4 015             | 12,26 %  |
| Другое     | 206               | 0,63 %   |
| Итого      | 32 737            | 100,00 % |

Украинский язык является единственным официальным и основным языком города.
По данным Государственной службы статистики Украины в 2023/24 учебном году все 237 624 учащихся в учреждениях общего среднего образования в Киевской области обучались в украиноязычных классах.

## Физико-географическая характеристика и климат
Расположен на севере Украины, в зоне Полесья (умеренно континентальном климате). Находится в 45 км от Киева, южнее. Климат Обухова чуть жарче Киева. Через город протекает приток Днепра — река Кобринка (раньше — Лукавица).
- Среднегодовая температура — +8,6 C°
- Среднегодовая скорость ветра — 2,5 м/с
- Среднегодовая влажность воздуха — 73 %
- Суммарная продолжительность солнечного сияния за год составляет 1930 часов, или 44 % возможной.

| Показатель                    | Янв.  | Фев.  | Март  | Апр. | Май  | Июнь | Июль | Авг. | Сен. | Окт.  | Нояб. | Дек. | Год   |
| ----------------------------- | ----- | ----- | ----- | ---- | ---- | ---- | ---- | ---- | ---- | ----- | ----- | ---- | ----- |
| Абсолютный максимум, °C       | 11,2  | 16,8  | 22,4  | 30,1 | 33,6 | 34,9 | 39,8 | 39,9 | 33,7 | 28,0  | 24,1  | 14,8 | 39,9  |
| Средний суточный максимум, °C | −0,6  | 0,0   | 5,7   | 14,0 | 20,8 | 24,0 | 25,7 | 25,1 | 19,1 | 12,5  | 6,0   | 0,2  | 12,9  |
| Средняя температура, °C       | −3,2  | −2,5  | 3,1   | 9,4  | 16,2 | 19,1 | 21,2 | 20,7 | 14,9 | 8,8   | 2,9   | −2,3 | 9,1   |
| Средний суточный минимум, °C  | −5,5  | −5,2  | −1,1  | 5,3  | 10,9 | 14,4 | 16,3 | 15,6 | 10,3 | 5,1   | 0,0   | −4,3 | 5,4   |
| Абсолютный минимум, °C        | −31,1 | −30,2 | −23,7 | −9,1 | −1,1 | 3,9  | 6,6  | 4,5  | −2,3 | −17,8 | −21,9 | −30  | −31,1 |
| Норма осадков, мм             | 36    | 39    | 36    | 45   | 56   | 81   | 69   | 62   | 57   | 48    | 48    | 44   | 618   |

## Гидрогеология
Представлен ряд таких водоносных горизонтов как: Бучакский водоносный горизонт, Полтавский водоносный горизонт, Четвертичный водно-ледниковый водоносный горизонт. Такие водоносные горизонты как Четвертичный и Полтавский по причине слабой мощности, а также маловодообильности могут эксплуатироваться только колодцами. Основное значение для бурения водозаборных скважин Бучакско-Каневский водоносный комплекс (хорошая водообильность). Основной минус для Бучакского водоносного горизонта в Обухове, а также ряде прилегающих населенных пунктов района (Триполье, Старые Безрадичи, Новые Безрадичи, и т.д.) - это повышенное содержание железа.

## Экономика
Основное развитие Обухова началось во второй половине 1970-х и начале 1980-х годов строительством ряда предприятий промузла. Промышленное производство является одним из основных видов деятельности города Обухов. Градообразующая база представлена предприятиями промышленности, строительства, транспорта, связи, материально-технического снабжения.
В городе работают 10 крупных промышленных предприятий, 8 строительных организаций, 2 предприятия транспорта, 3 предприятия связи, совхоз-комбинат «Обуховский», около 800 субъектов малого предпринимательства.
В настоящее время в районе пром. узла города действуют основные предприятия:
- частное акционерное общество «Киевский картонно-бумажный комбинат» (более 2000 работников) — производит картон, туалетную бумагу, гофротару, бумажные полотенца;
- акционерное общество завод «Цегла" (около 400 сотрудников) — основная продукция силикатный кирпич, известь;
- открытое акционерное общество «AEROC» (бывший «Завод пористых изделий»), (около 250 сотрудников) — производит пористые блоки и термоблоки;
- ООО «Алеана» — крупнейший на Украине производитель изделий из пластика (более 300 работников); * ООО «ОМАКС Интернешнл» — один из основных производителей чулочно-носочных изделий на Украине (ТМ «Интуиция», «Magic Lady»);
- закрытое акционерное общество «Обуховский завод вентиляционных изделий и металлоконструкции» (более 150 работников) — производит вентиляционные изделия и конструкции;
- общество с ограниченной ответственностью «Інтерфом», (свыше 200 работников) — производит поролон;
- «Обуховгорвторресурсы» — производит гофроящики, сортирует бумагу, полиэтилен, жестяные банки, стекло;
- "Золотой Мандарин Квадра" - производитель тротуарной плитки
- пище-промышленная оптовая база «Омела»,
- Обуховский молокозавод «Лукавиця».

Объём промышленного производства в городе за 2000 год составил 398 млн. гривен и возрос по сравнению с 1999 годом на 41 %. Всего за 2000 год предприятиями города произведено товаров народного потребления на 82,2 млн гривен. Потребителями продукции предприятий города в настоящее время являются как украинские, так и зарубежные партнёры.

## Инфраструктура
- На территории города действуют: 5 школ I—III степеней, в которых обучается около 6000 детей, что составляет примерно 55 % от всех учащихся района, 1 лицей на 90 детей, 1 гимназия, 7 детских дошкольных учреждений, которые финансируются из городского бюджета и в которых воспитывается около 1000 , школа искусств, центр творчества юных, кинотеатр (во Дворце культуры, район Песчаная), 2 детские юношеские спортивные школы, Дом культуры, Дворец культуры, библиотеки (школьные и одна районная), 2 музея: мемориальная усадьба А. С. Малышко и историко-краеведческий музей, спортивный комплекс со стадионом, 2 бассейна (в школах № 3 и № 5), народная детская студия лозоплетения, изостудии, межшкольный учебно-производственный комбинат (пос. Петровский).
- Медицинское обслуживание населения осуществляет: центральная районная больница, взрослая, детская и стоматологическая поликлиники. В городе функционирует широкая сеть аптек разных форм собственности. В городе работают 3 рынка (один утренний ежевоскресный), 4 торговых центра («Люкс», «Казка», «Магнит», в здании супермаркета «Фуршет»), 4 супермаркета («АТБ»,«Пчелка», «Фуршет» и «Велмарт), банки («Правексбанк», «Райффайзен банк Аваль», «Ощадбанк», «Приватбанк»), имеется в наличии несколько банкоматов (в супермаркетах «Фуршет» и «Велмарт»), целый ряд торговых предприятий малого и среднего бизнеса. Широко развита сфера бытового обслуживания: 3 быткомбината, химчистка, радиотелеателье, фотоателье, ателье по пошиву одежды, ремонт обуви, изготовление мебели, дверей, окон, металлопластиковых конструкций на заказ, салоны красоты (с солярием), парикмахерские и косметологические кабинеты.

## Достопримечательности
- Краеведческий музей
- Музей А. С. Малышко
- Монумент памяти жертв голода 1932—1933 гг.

## Галерея

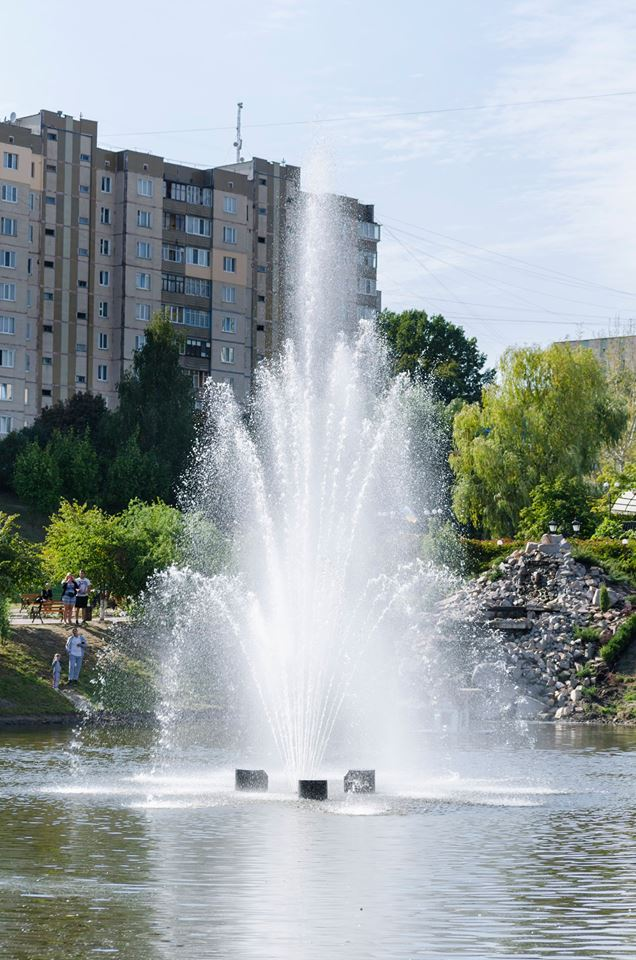
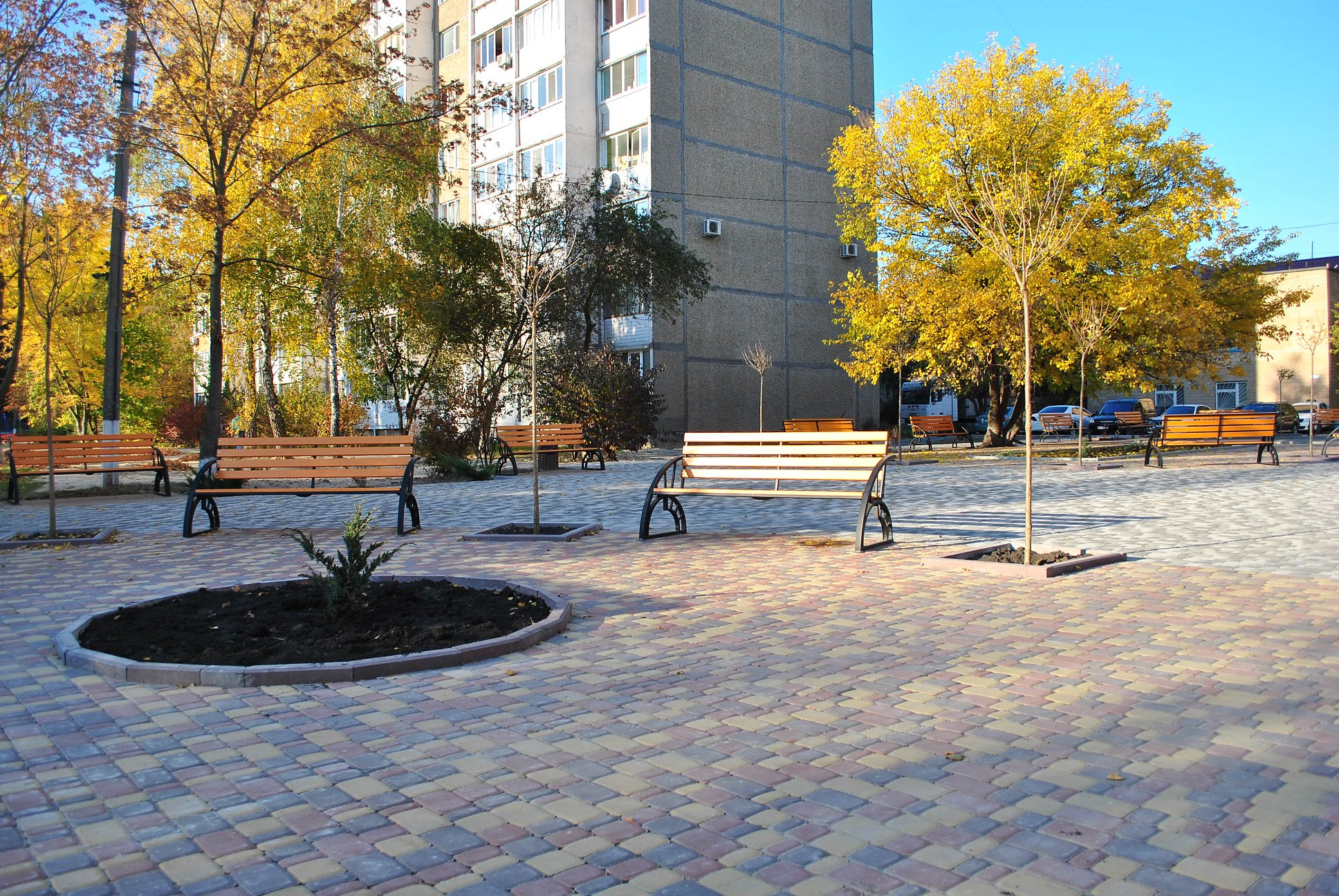
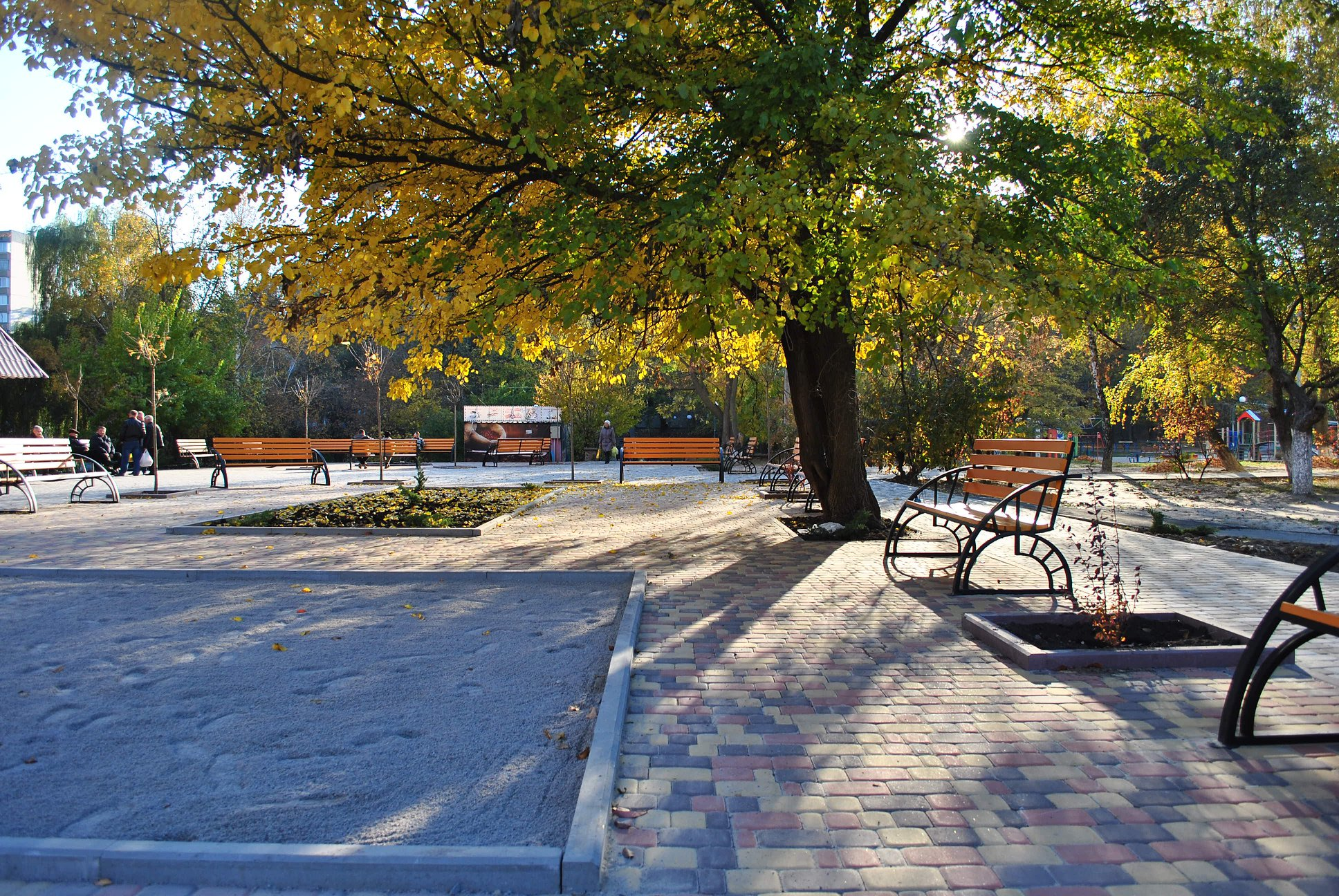
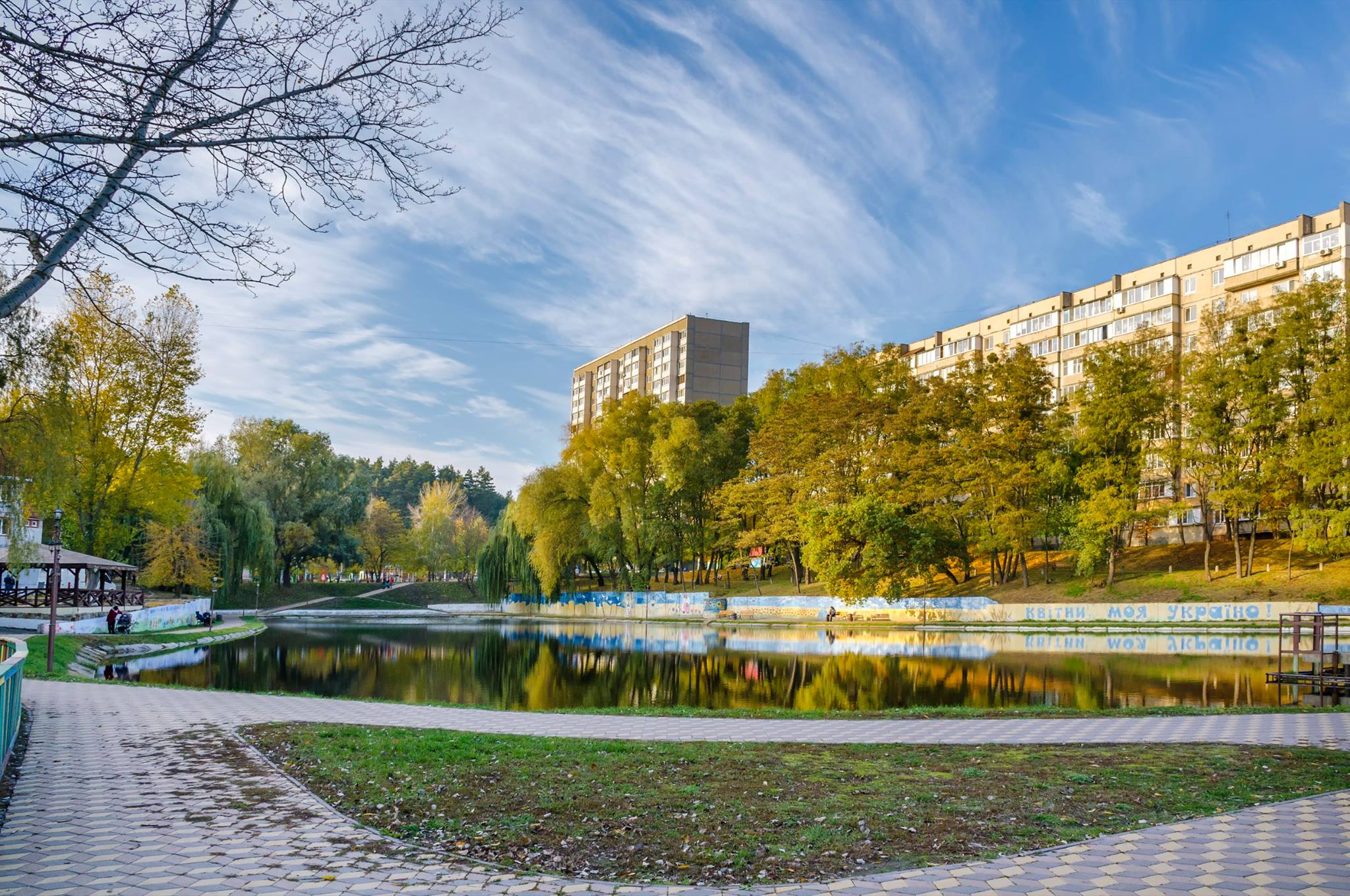
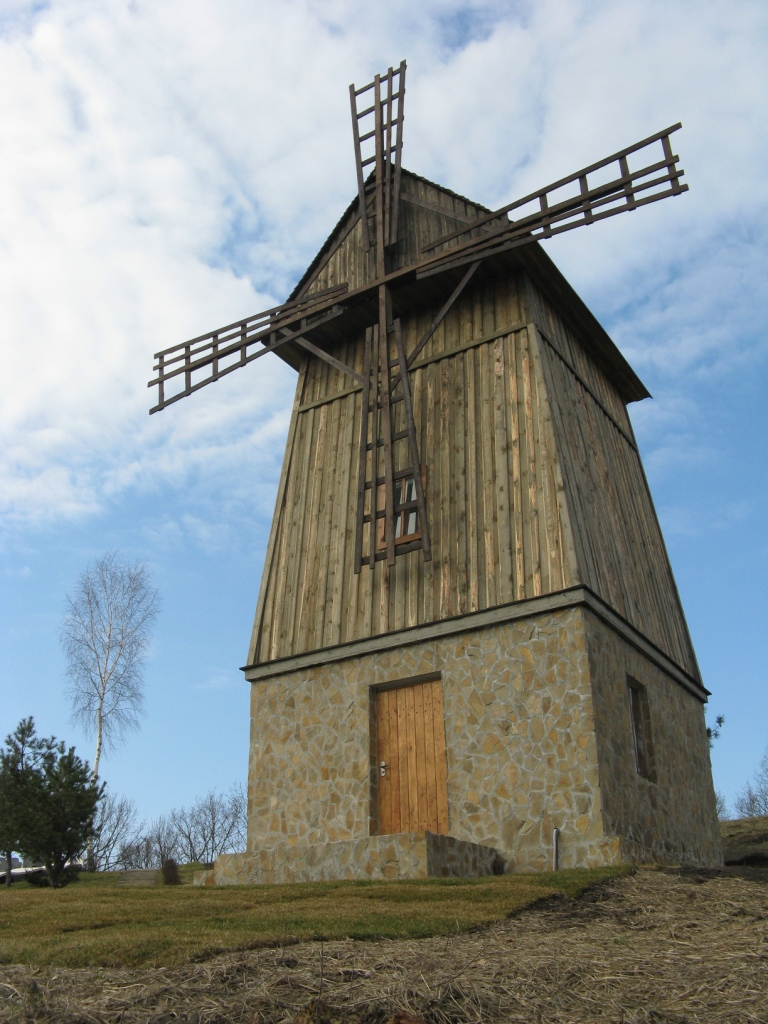
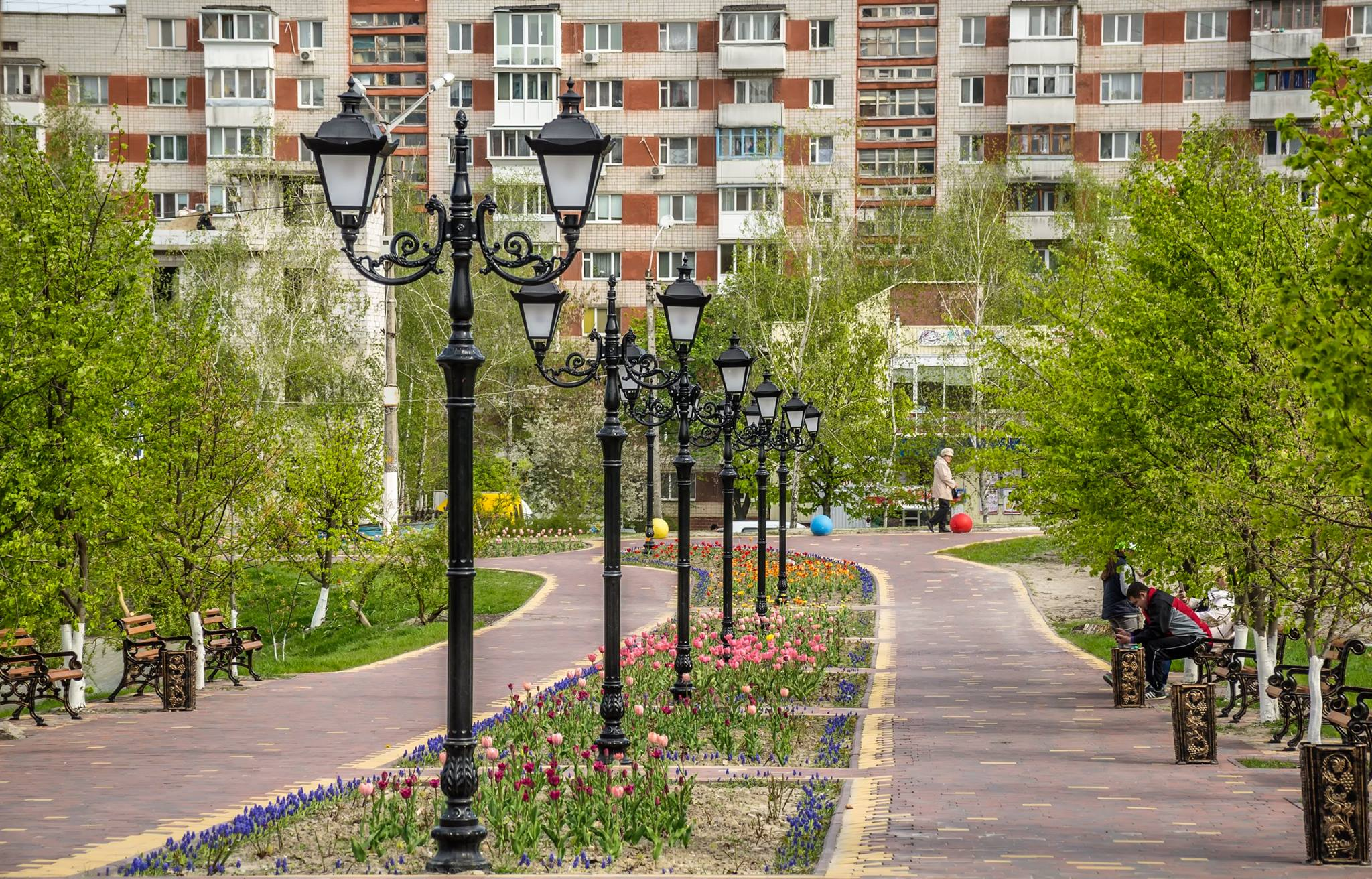
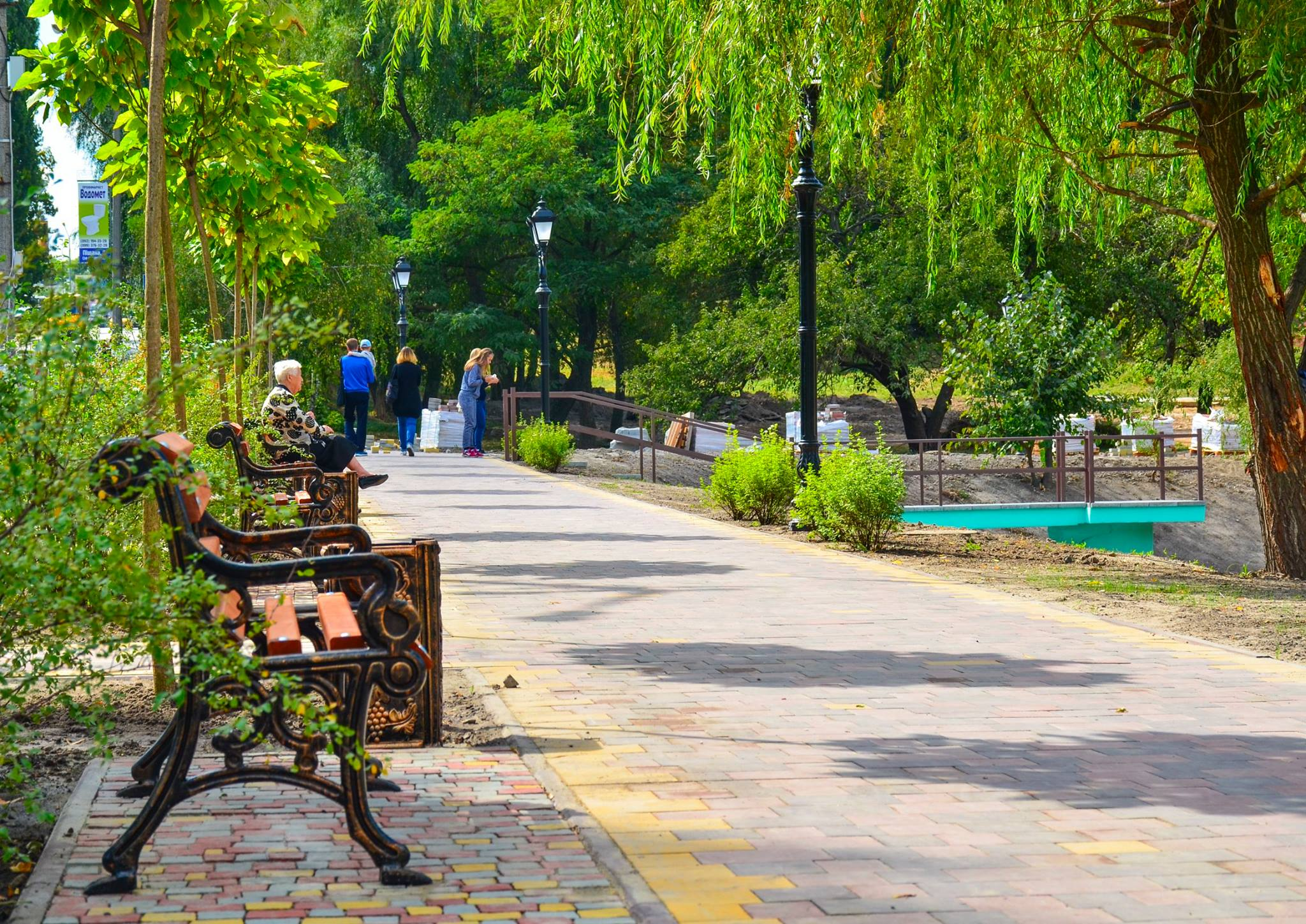
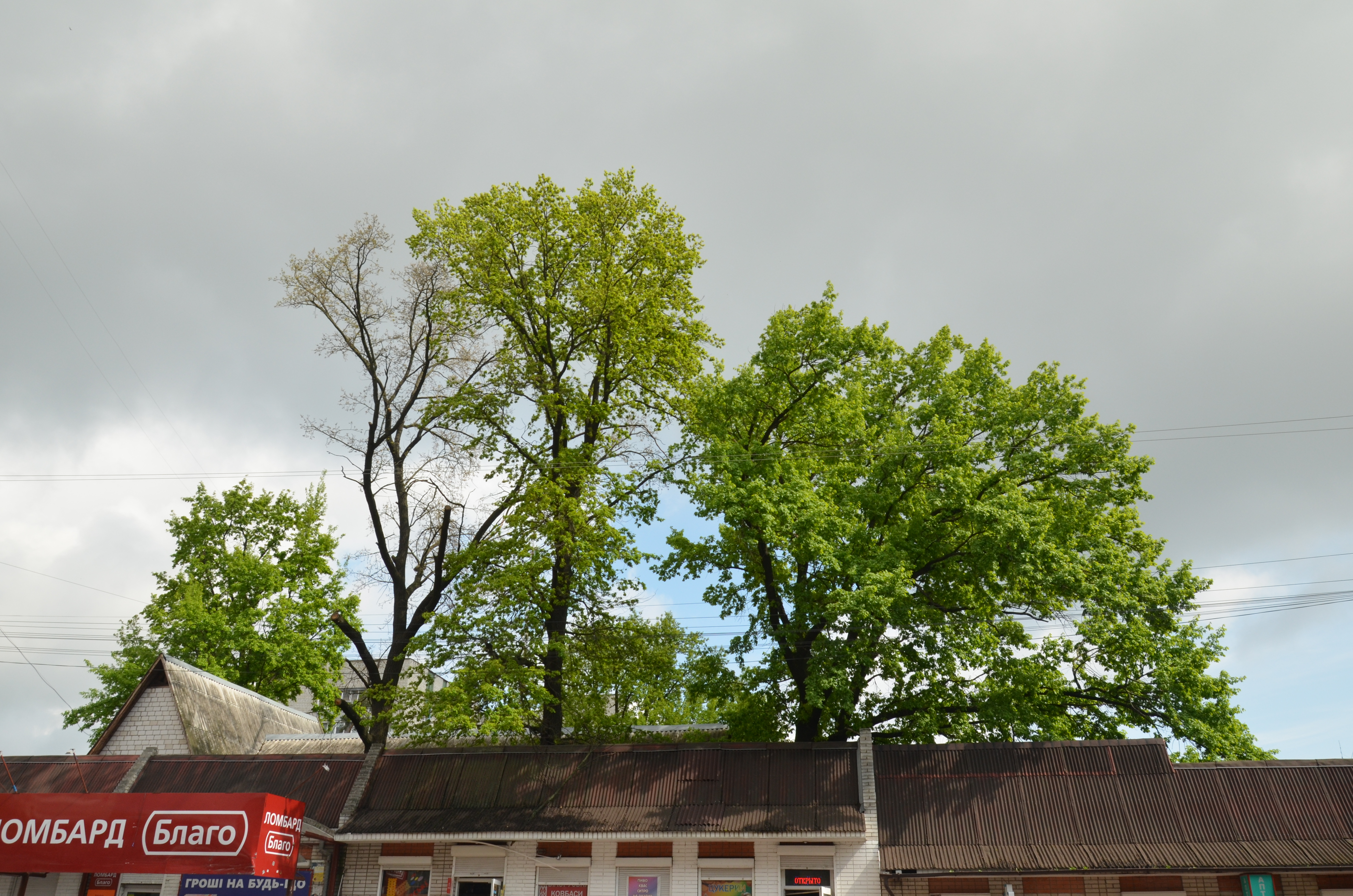
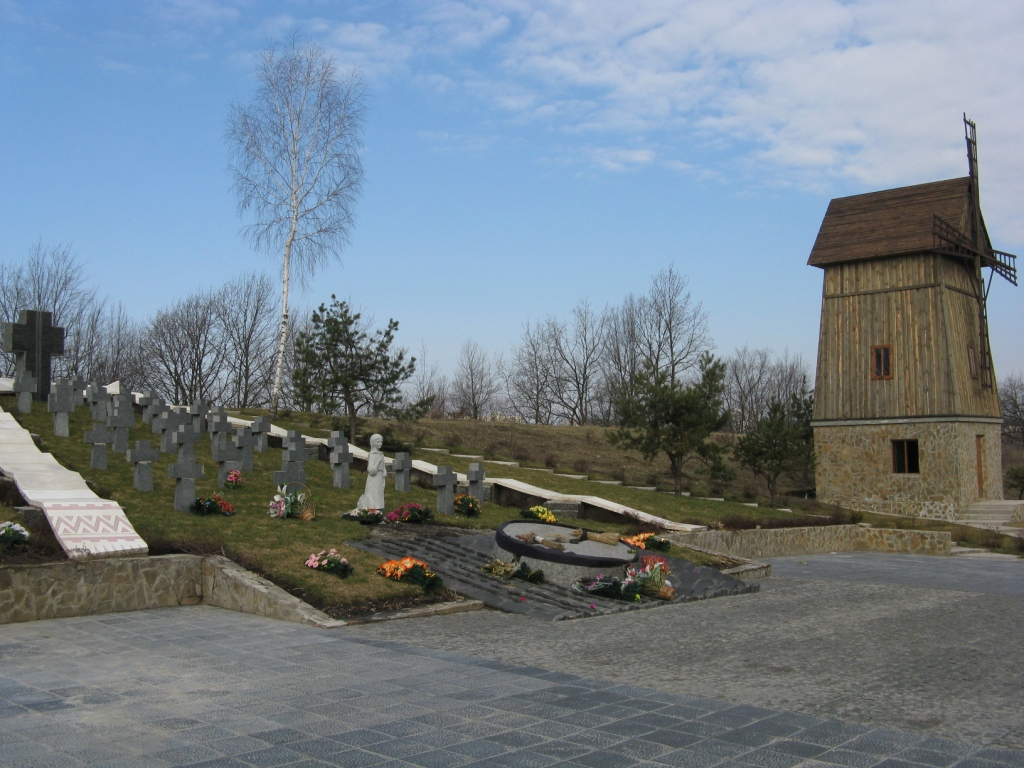
Монумент, посвящённый памяти жертв голодомора 1932—1933 гг.
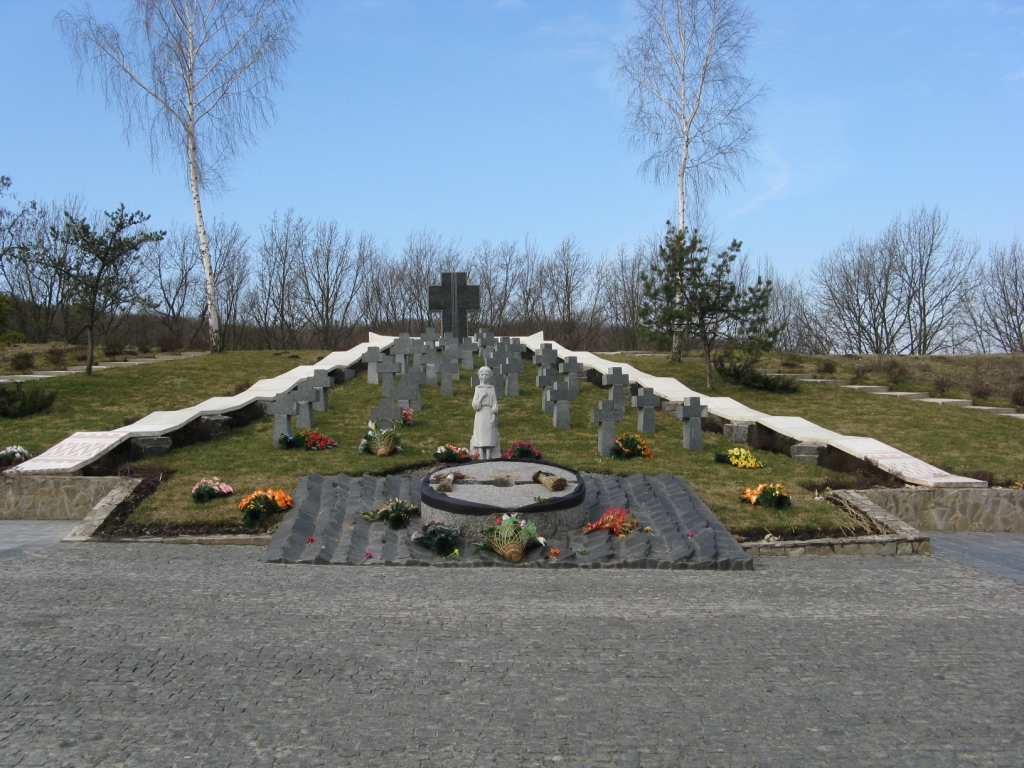
Монумент, посвящённый памяти жертв голодомора 1932—1933 гг.

## Известные люди
В Обухове родились :
- Авксентий (в миру Афанасий Галинский) (1782—1844) — священнослужитель, ректор Воронежской духовной семинарии, наместник Киево-Печерской лавры.
- Николай Бердяев — русский религиозный и политический философ.
- Андрей Малышко — советский украинский поэт и переводчик.
- Алёна Савченко — чемпионка мира по фигурному катанию.